# Talavera de la Reina
Talavera de la Reina és una ciutat i municipi de l'interior d'Espanya, que pertany a la província de Toledo, a Castella-la Manxa. Està situada 83 km a l'oest de la capital provincial, a la riba del riu Tajo.
Amb 83.793 habitants l'any 2006, es tracta de la segona ciutat més poblada de Castella - la Manxa, per davant de la mateixa ciutat de Toledo.

## Geografia
Limita amb Mejorada, Segurilla i Pepino, al nord-est amb Cazalegas, a l'est amb Lucillos i Montearagón, al sud-est amb La Pueblanueva, al sud amb Las Herencias, al sud-oest amb Calera y Chozas, al nord-oest amb Velada.

## Economia
És reconeguda tradicionalment per la ceràmica que s'hi produeix des de fa segles. A més de la ceràmica, l'economia de la ciutat i de la seva comarca es fonamenta en el sector tèxtil, el sector agrícola que aprofita les productives terres que envolten el riu Tajo, la construcció, i el sector comercial i terciari més important de tota la comunitat autònoma.

## Administració
| Període      | Nom de l'alcalde/-essa                                             | Partit polític | Data de possessió |
| ------------ | ------------------------------------------------------------------ | -------------- | ----------------- |
| 1979 - 1983  | Pablo Tello Díaz                                                   | PSOE           | 19/04/1979        |
| 1983 - 1987  | Pablo Tello Díaz                                                   | PSOE           | 28/05/1983        |
| 1987 - 1991  | Juan Antonio González Madrid Javier Corrochano                     | CDS PSOE       | 30/06/1987        |
| 1991 - 1995  | Javier Corrochano/Isidro Flores                                    | PSOE           | 15/06/1991        |
| 1995 - 1999  | Florentino Carriches Peramato                                      | PP             | 17/06/1995        |
| 1999 - 2003  | José Francisco Rivas Cid                                           | PSOE           | 03/07/1999        |
| 2003 - 2007  | Jose Francisco Rivas Cid                                           | PSOE           | 14/06/2003        |
| 2007 - 2011  | José Francisco Rivas Cid                                           | PSOE           | 16/06/2007        |
| 2011 - 2015  | Gonzalo Lago Viguera (2011-2014) Jaime Alberto Ramos Torres (2014) | PP             | 11/06/2011        |
| 2015 - 2019  | Jaime Alberto Ramos Torres                                         | PP             | 13/06/2015        |
| 2019 - 2023  | Agustina García Elez                                               | PSOE           | 15/06/2019        |
| Des del 2023 | n/d                                                                | n/d            | 17/06/2023        |

## Història
Fou la romana Caesorobriga. Durant el regne visigot fou part de la província de Toledo. Sotmesa pels àrabs el 713, es va dir Talabira i va dependre de Toledo (Tulaitola); estava ben fortificada i el 936 s'hi va construir una ciutadella per orde del califa Abd al-Rahman III, sent atacada en 949 per Ramir II de Lleó. Al-Idrisi l'esmenta al segle xii com una bonica vila amb una activitat econòmica considerable, rodejada de camps fèrtils i de molins a la vora del riu Tajo. Al segle xii era a la frontera entre musulmans i cristians.

## Cultura

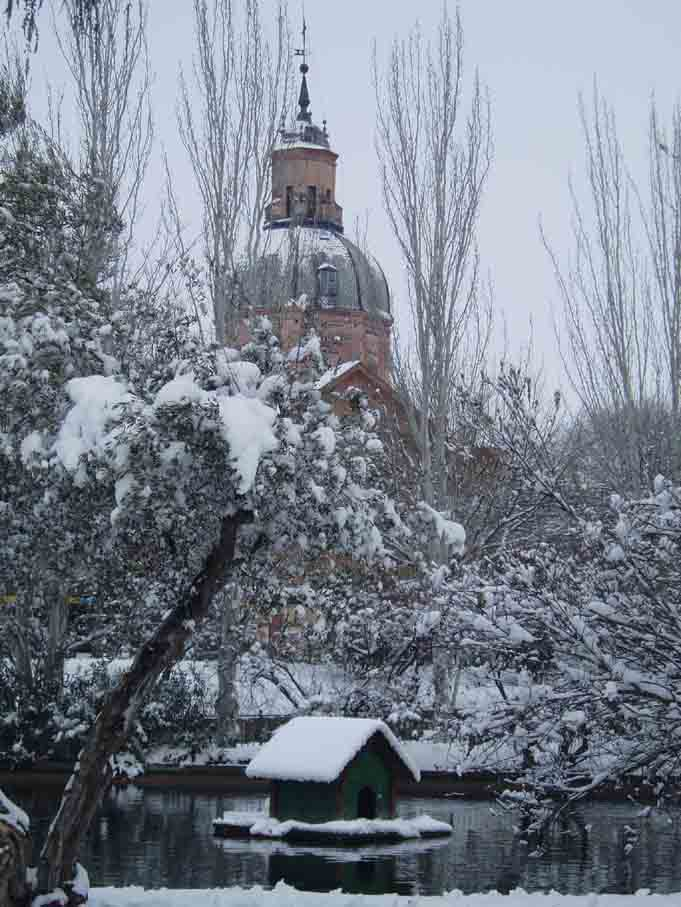
Parc de l'Alameda i Basilic del Prado

A la ciutat hi ha un campus de la Universitat de Castella - la Manxa. És el poble natal de nombrosos poetes i historiadors:
- Juan de Mariana
- Angel Ballesteros
- Joaquín Benito de Lucas
- Rafael Morales

## Esport
- Talavera Club de Fútbol
- Club de Fútbol Talavera de la Reina